# Henry Jolles
Henry Jolles   (Berlín, 28 de novembre de 1902 - São Paulo, 16 de juliol de 1965) va ser un pianista i compositor alemany. Arrelat de la seva Alemanya natal per l'auge del nazisme, va passar el darrer quart de segle al Brasil.

## Biografia
Els pares de Jolles foren el doctor Oscar Jolles i de la seva dona, Gertrude (nascuda Sternberg). La seva mare era jueva, però no és clar si el seu pare també. Oscar, que havia rebut el títol de doctor en filosofia a la Universitat de Jena el 1886, era president i propietari majoritari de la gran empresa d'impressió i publicació "H. Berthold AG", i prop del final de la Primera Guerra Mundial el Regne de Württemberg l'honraria amb el "Wilhelmkreuz", una condecoració civil recentment creada pel mèrit de l'esforç bèl·lic, per la seva gestió del negoci de metalls d'aquesta empresa. Als sis anys, Jolles va tocar per al famós virtuós i compositor Eugen d'Albert, que posteriorment va influir molt en el desenvolupament musical del noi.
Després d'estudiar piano amb Artur Schnabel i Edwin Fischer i composició amb Paul Juon i, en privat, amb Kurt Weill, Jolles va començar a desenvolupar una exitosa carrera interpretativa als anys vint. La seva carrera acadèmica també va prosperar i va ser nomenat professor a l'Acadèmia de Música de Colònia el 1928, moment en què es va traslladar de Berlín- Charlottenburg a Colònia. L'ascens dels nazis va provocar una brusca aturada d'aquest progrés i diversos anys d'interrupcions. El 1933, el règim va dirigir el cessament de Jolles del seu càrrec d'Acadèmia i, el 1934, Jolles s'havia traslladat a París, per fugir de la persecució. Allà, va tenir un cert èxit en restablir la seva carrera teatral i, el 1940 o 1941, es va casar amb Elisabeth Henriette Sauty de Chalon, però amb la caiguda de França el 1940, Jolles va tornar al perill de l'ocupació alemanya. La sort estava amb ell, però, ja que va rebre ajuda del filantrop nord-americà Varian Fry. Jolles va aconseguir un permís d'entrada al Brasil i va poder fugir de França a bord d'un vaixell de Marsella el 1942.
Un cop al Brasil, es va establir a São Paulo i va canviar el seu nom de "Heinz" a "Henry". La seva mare i la seva germana van morir al camp de concentració d' Auschwitz el 1943. Ell i la seva dona romandrien residents al Brasil la resta de la seva vida. El seu únic fill, un fill anomenat Olivier De Chalon Jolles, va néixer allà el 1945. El 1952, Hans-Joachim Koellreutter va convidar Jolles a acceptar un lloc de docent a l'Escola Livre de Música de São Paulo. Entre els seus estudiants hi havia el compositor Henrique de Curitiba. Jolles va morir a São Paulo el 1965, als 63 anys. La seva dona hi va morir tres anys més tard, el 26 de març de 1968.

## Carrera
Jolles va iniciar una exitosa carrera com a intèrpret a la dècada de 1920, guanyant-se la reputació d'intèrpret de literatura clàssica i contemporània. El 1928 va interpretar les obres de piano completes de Franz Schubert en una sèrie de recitals a la Universitat de Heidelberg.
Quan va fugir d'Alemanya cap a França després del 1933, Jolles va tenir un cert èxit en el restabliment de la seva carrera, des de 1935-39 dirigint la societat de concerts "La Sonata", però la invasió alemanya el va obligar a començar de nou al Brasil. Aquella interrupció va resultar massa; mentre tornava a fer gires per Europa el 1946 i a Alemanya el 1950, i per aquella època realitzava llargues gravacions per al segell americà "Haydn Society", no va poder recuperar el seu èxit anterior. La seva única composició que es conserva anterior al 1933 és un fragment d'una obra que va escriure conjuntament amb Weill per a quatre pianos. Entre les seves obres després d'arribar al Brasil hi ha peces per a piano, un ballet basat en Carmen, una sonata per a violí i piano i la cançó "Ultimo poema de Stefan Zweig"; "Letzte Gedicht" de Stefan Zweig, que el poeta va escriure amb motiu del seu 60è aniversari el novembre de 1941.